# Saint-Leu (Reunión)
Saint-Leu es una comuna francesa situada en el departamento y región de Reunión. 
El gentilicio francés de sus habitantes es Saint-Leusiens.

## Situación
La comuna está situada en el oeste de la isla de Reunión.

## Demografía
| Gráfica de evolución demográfica de Saint-Leu (Reunión) entre 1961 y 2013 |
|                                                                           |

Fuente: Insee

## Comunas limítrofes
| Noroeste: Les Trois-Bassins | Norte: Les Trois-Bassins | Noreste: Cilaos      |
| Oeste: Océano Índico        |                          | Este: Les Avirons    |
| Suroeste: Océano Índico     | Sur: Les Avirons         | Sureste: Les Avirons |